# Gry Østvik
Gry Østvik (* 1963) ist eine ehemalige norwegische Biathletin.
Østvik war in der Saison 1982/1983 die erste Siegerin im neu eingeführten Biathlon-Gesamtweltcup der Damen vor ihrer Mannschaftskollegin Siv Bråten. In der darauffolgenden Saison erreichte Østvik hinter den beiden Norwegerinnen Mette Mestad und Sanna Grønlid den dritten Platz in der Gesamtwertung.
Gemeinsam mit Grønlid und Bråten gewann Østvik bei den ersten beiden Damen-Weltmeisterschaften in den Jahren 1984 und 1985 hinter der sowjetischen Staffel zweimal die Silbermedaille.